# 美怜寿莉亜
美怜 寿莉亜（みさと　じゅりあ）、鳴海 寿莉亜（なるみ じゅりあ、1998年（平成10年）11月17日 - ）は日本の俳優・モデル・アイドルである。
女性アイドルグループ MyDearDarlin'のメンバー。パープル担当。夢みるアドレセンスの元メンバー。夢アド在籍中は、荻野可鈴、山口はのんに続く3代目リーダーをつとめた。東京都出身。

## 略歴
※ 夢みるアドレセンスのグループとしての活動については、夢みるアドレセンスの項を参照。
- 2019年12月21日、渋谷MilkyWayにて開催された「YUMEADO LIVE "20191221"」において、山口はのん・山下沙耶の2名によるパフォーマンスが行われた後、新メンバー2名の内の1人、「鳴海 寿莉亜」としてライブに合流し、デビュー（3期生）。このとき同時に加入した白川蘭珠とともに、4人での新体制として活動を開始した。担当カラーは青。なお、2人の合流は事前告知がないサプライズであった[2]。
- 2020年11月20日「鳴海寿莉亜 誕生祭2020 〜 ふぁにって遊ぼ！ 〜」開催。[3]
- 2020年12月7日　下北沢CLUB QUEにて開催された「『君が見るのは電子の夢？』電子の雨降る〜彩×エレガ×リリカオのエレクトリックコラボ！」にゲストMCとして出演。
- 2021年1月9日〜17日　Atelier Y -青山-にて「鳴海寿莉亜×福島裕二 写真展 〜TSUIOKU〜」開催。

- 2021年11月20日　SHIBUYA DESEOにて「鳴海寿莉亜 BIRTHDAY LIVE 2021 ジュリアと遊んで701日」」開催。
- 2022年5月12日　白金高輪SELENE b2にて開催された「夢みるアドレセンス新体制お披露目ライブ2022」にてリーダーに就任。[4]
- 2022年11月15日　SHAKE UP WALLOPに出演。
- 2022年11月20日　下北沢シャングリラにて「YUMELIVE.07 #鳴海寿莉亜生誕祭2022」開催。
- 2023年4月3日より放送開始　He/Meetsオリジナルドラマ「ぼくのかぞく。」第5話よりゲストキャストとして出演[5]。
- 2023年6月4日　WITH HARAJUKU HALLにて開催された「夢みるアドレセンス新体制お披露目LIVE『『Brand-new Adolescence』」より、担当カラーが赤となる。
- 2023年7月24日　発売「週刊スピリッツ」34号 (小学館)　「生きてるうちに推してくれ」の単行本発売記念としてインタビュー掲載。[6]
- 2023年8月27日　横浜アリーナにて開催された「@JAM EXPO 2023 supported by UP-T ファッションショーステージ」に出演。
- 2023年11月25日　下北沢ADRIFTにて「鳴海寿莉亜生誕祭2023」開催。
- 2024年7月1日、夢アド現体制終了発表。
- 2024年9月30日　夢みるアドレセンスを卒業。
- 2024年11月26日発売の「GIANNA＃13」の「Make Me Glow」のモデルをつとめる。個人としてdigital style bookも発売。
- 2024年12月1日  「GIANNA＃13」リリースイベント開催。
- 2025年4月25日　公式Xのフォロワーが1万人を突破。
- 2025年8月6日　アイドルグループ「MyDearDarlin'」へ、「美怜 寿莉亜」として加入が発表される。9月4日EX THEATER ROPPONGIにて開催する「咲真ゆか卒業LIVE」にてプレデビュー、9月9日Spotify O-EASTにて開催する「MARQUEE Fes.」にてデビュー予定。

## 出演

### テレビドラマ
- FUNCTION（千葉テレビ「トピックメーカー」内ドラマ） (2020年8月17日 - 10月26日)
- 結婚できないにはワケがある。(2021年、朝日放送) - 一ノ瀬小春 役
- ぼくのかぞく。（2023年、TOKYO MX1・BS日テレ） - 翔太郎の妹 役

### 舞台
- 『ナナステ☆スイーティブストーリーズ〜起源・永遠の願い〜』（2020年）